# Laglaizia telescopica
Laglaizia telescopica är en tvåvingeart som beskrevs av Günther Enderlein 1924. Laglaizia telescopica ingår i släktet Laglaizia och familjen bredmunsflugor. Inga underarter finns listade i Catalogue of Life.